# Notre cœur
Notre cœur est le sixième et dernier roman de Guy de Maupassant. Commencé en mai 1889, il fut d'abord publié dans la Revue des Deux-Mondes en mai et juin 1890, puis en volume en juin chez Ollendorff.
Le roman constitue avant tout une étude psychologique. Le texte est une satire de la société mondaine. L'auteur nous conte l'intrigue à travers les yeux des principaux protagonistes. Les personnages masculins font également preuve d'une grande misogynie, à part Mariolle. 

## Résumé
Le roman raconte l'histoire d'une femme du monde, froide et sans cœur, s'entourant de nombreux prétendants tout en n'éprouvant rien pour aucun d'eux et que son défunt mari avait épousée afin de satisfaire ses propres ambitions mondaines. Le héros, face à cet être fascinant et redoutable, décide de la séduire. Lorsque l'héroïne se met à flirter avec un diplomate autrichien, le héros fuit à la campagne où il cherche du réconfort dans les bras d'une aimable paysanne, tout en restant dévasté par sa passion amoureuse, violente, mélancolique et cruelle. 

## Analyse
C'est un roman douloureux, d'un Maupassant déjà malade, écrit comme un adieu aux femmes qui ont été le désir, le tourment, et les victimes de sa vie. Lire ou écrire lui font mal aux yeux et il a des migraines épouvantables. Il souffre également d'hallucinations visuelles et auditives. Les symptômes de sa dégradation physique et intellectuelle vont s'aggraver après la parution du roman et il tentera de se suicider quelques mois plus tard. 

## Personnages
Le personnage principal est Michèle de Burne, une jeune veuve, mondaine parisienne froide et dénuée de tendresse. Celle-ci ressemble par de nombreux traits à Geneviève Straus, que  Maupassant courtisait depuis des années et qui lui avait également inspiré son roman précédent, Fort comme la mort. Selon un confident de Mme Straus, celle-ci se serait finalement donnée à lui en 1890 mais elle aurait été tellement dégoûtée par sa brutalité au lit qu'elle lui aurait déclaré ne pas vouloir renouveler l'expérience, ce qui a mis fin à leur relation. En parallèle à cette liaison, Mme Straus est également courtisée par l'ambassadeur d'Angleterre, Robert Lytton. Dès la parution du roman, Edmond de Goncourt identifie l'héroïne comme étant inspirée par Mme Straus. De même, son neveu Daniel Halévy a placé sous une de ses photos la légende « l'héroïne de Notre cœur, par Guy de Maupassant ».

## Source bibliographique
- (en) Caroline Weber, Proust's Duchess. How three celebrated women captured the imagination of fin-de-siècle Paris, New York, Vintage books, 2018, 715 p. (lire en ligne).